# Liste des membres de Nine Inch Nails
Nine Inch Nails est un projet américain de metal industriel fondée en 1988 par Trent Reznor à Cleveland, dans l'Ohio. Les performances en live contrastent avec les morceaux qui ont été enregistrés en studio, : bien que c'est Reznor qui contrôle la direction musical de Nine Inch Nails en studio, il rassemble généralement un groupe de musiciens pour interpréter des chansons pour des tournées et d'autres concerts.
Le line-up en live du groupe change régulièrement tout au long de l'histoire du groupe, avec Reznor qui reste constamment au chant, aux guitares et aux synthétiseurs. Quelques musiciens remarquables qui ont participé aux concerts de Nine Inch Nails sont Richard Patrick, Chris Vrenna, Jeordie White, Robin Finck, Josh Freese, Aaron North, Alessandro Cortini, Justin Meldal-Johnsen, Jerome Dillon, Charlie Clouser, Danny Lohner, Jeff Ward (en) et James Woolley.
La configuration de Nine Inch Nails en live évolue constamment depuis les premières tournées en 1988 jusqu'à la dernière tournée en 2009. Les premières incarnations du groupe comprenait trois personnes jouant guitare, batterie, claviers et samplers. Plus tard, les incarnations remplacent les claviers et les échantillonneurs avec un guitariste supplémentaire, puis un bassiste. La composition du groupe en live de Nine Inch Nails seras composé plus tard de cinq musiciens entre la Self-Destruct Tour en 1994 et Lights in the Sky tour en 2008. En septembre 2007, Reznor a exprimé son intérêt pour s'éloigner de la "configuration de groupe de rock" à explorer "d'autres moyens [de] présenter le matériel de concert", et, en 2009, le groupe a été réduit à nouveau à quatre musiciens.
Entre les grandes tournées, les membres du groupe en live ont parfois contribué à performances instrumentales officielles de Nine Inch Nails en studio, bien que la direction musicale est toujours sous la responsabilité de Reznor. Nine Inch Nails a sorti un album et quatre supports vidéo du groupe en live : Closure (1997), un double VHS qui montre le groupe en live lors des concerts de la Self-Destruct Tour; And All That Could Have Been (2000), sorti en CDet double DVD de la Fragility Tour; Beside You in Time (2007), sorti en haute définition et DVD et offre des performances de With Teeth Tour; et Another Version of the Truth (2009), qui offre les spectacles de la from the Lights in the Sky tour sur un triple-DVD, réalisée par des fans à partir des rushes mis à disposition sur internet sous différents formats.

## Membre actuel
Trent Reznor
Actif: 1988–aujourd'hui
Instruments:chant, guitare électrique, guitare basse, batterie, claviers et synthétiseurs
Contributions:créateur de tous les albums de Nine Inch Nails
Étant le seul membre officiel de Nine Inch Nails en studio, Reznor a joué avec un groupe de musiciens depuis sa création en 1988. Reznor était le seul membre constant du groupe live, de 1988 jusqu'à aujourd'hui.
Atticus Ross
Actif: 2016–aujourd'hui
Instruments: claviers, synthétiseurs et programmation
Contributions: Toutes les sorties de Nine Inch Nails depuis With Teeth (2005)
Annoncé comme un membre officiel en 2016

## Les anciens membres live
Chris Vrenna
Actif: 1988–1991, 1994–
Instruments:claviers, échantillonneurs (1988), batterie
Participation en live:Closeur (1994)
Participation en studio:Pretty Hate Machine (1989), Broken (1992), Fixed (1992) et The Downward Spiral (1994)
À côté de Trent Reznor et de Ron Musarra, Chris Vrenna a été un membre original des trois musiciens du groupe s'est formé en 1988 pour soutenir Skinny Puppy en tournée. Après Nine Inch Nails a été licencié de la tournée, Vrenna remplacé Musarra à la batterie, et par la suite joué avec le groupe jusqu'en 1991, quand il a fait une dispute brève avec Reznor. Vrenna et Reznor se sont réconciliés, et Vrenna rejoint le groupe en 1994 pour la Self-Destruct Tour,. Les deux hommes ont eu une dernière dispute en 1997.
Ron Musarra
Actif: 1988
Instruments: batterie, samplers
Contributions: aucun
Ron Musarra était le batteur du groupe en 1980 de Slam Bamboo, qui Trent Reznor a également été claviériste. Après avoir quitté le groupe, Reznor et Musarre - Avec Chris Vrenna - étaient membres de l'original en trois parties groupe s'est formé en 1988 pour soutenir Skinny Puppy en tournée. Nine Inch Nails auraient été mal reçu, cependant, et ont été invités à quitter la tournée après 10 dates. Pour la suite des concerts et des tournées, Chris Vrenna, à l'origine claviériste, remplace Musarra à la batterie. Musarra a été remercié dans les notes linéaires de Pretty Hate Machine.
Richard Patrick
Actif: 1989–1993, 1996 (1 performance)
Instruments: Guitare
Contributions: Pretty Hate Machine (1989)
Après les premières représentations du groupe live à l'appui de Skinny Puppy, Nine Inch Nails a été invité à fournir un soutien pour Jesus and Mary Chain sur Automatic tour au début des années 1990. Le groupe passe de trois musiciens à quatre musiciens,  Richard Patrick a été ajouté en tant que guitariste. Patrick joué avec le groupe jusqu'à la fin de la tournée en 1991, incluant une performances à Lollapalooza. Après avoir joué aux côtés des Guns N' Roses, Patrick a quitté le groupe pour former Filter. Patrick a rejoint brièvement Nine Inch Nails en 1996 lors de la Nights of Nothing showcase tour, il a contribué à la guitare à une représentation de "Head Like a Hole" pendant la configuration de Nine Inch Nails sur la dernière des trois dates.
Gary Talpas
Actif: 1989
Instruments: claviers
Contributions: aucune
Gary Talpas a brièvement remplacé Chris Vrenna sur les claviers, de sorte que Vrenna peut se déplacer à la batterie. Il était seulement présent lors de la tournée promotionnelle de Pretty Hate Machine. Talpas était le directeur artistique de NIN pour un certain nombre d'années, y compris la création du logo très connu NIN.
Nick Rushe
Actif: 1989-1990
Instruments: claviers
Contributions: aucune
Après les premières représentations du groupe live à l'appui de Skinny Puppy, Nine Inch Nails a été invité pour soutenir Jesus and Mary Chain sur leur Automatic Tour au début de 1990. Nick Rushe a été ajouté au groupe en live sur les claviers, depuis que Gary Talpas n'était pas destiné à être un membre sur scène. Rushe n'était qu'une partie du groupe live lors du Automatic Tour, quelque 34 spectacles plus de trois mois, et a été remplacé plus tard par David Haymes pour la tournée subséquente à l'appui de Peter Murphy.
David Haymes
Actif: 1990
Instruments: claviers
Contributions: aucune
Après avoir soutenu Jesus and Mary Chain en 1990, le groupe effectue une tournée live pour appuyer Peter Murphy sur Deep tour. David Haymes a repris les claviers et a joué avec NIN brièvement avant d'être remplacé par Lee Mars,.
Lee Mars
Actif: 1990–1991
Instruments: claviers
Contributions: aucune
Lee Mars contribue brièvement le groupe en live en tant que claviériste, en remplaçant David Haymes. Il est resté avec le groupe jusqu'en 1991, lorsque James Woolley remplace Mars pour moins d'un an, mais en ce moment, il a joué avec le groupe au cours de leurs premières tournées en tête d'affiche.
James Woolley
Actif: 1991–1994
Instruments: synthétiseurs
Contributions: Closure (1997)
James Woolley remplace Lee Mars aux claviers en 1991. Woolley jouait avec le groupe lors des performances de Lollapalooza et au début de la nouvelle tournée Self-Destruct Tour en 1994.
Jeff Ward (en)
Actif : 1991
Instruments : batterie
Contributions : aucune
Jeff Ward a brièvement remplacé Chris Vrenna en tant que batteur pour Nine Inch Nails quand Vrenna quitté le groupe à mi-tour en raison d'une dispute avec Reznor. Ward joutait avec le groupe lors des performances à Lollapalooza et en première partie de la tournée des Guns N 'Roses. Entre deux tournées, Ward s'est suicidé en 1993, et Vrenna retourne à la batterie.
Robin Finck
Actif: 1994–2000, 2008–2009
Instruments: guitare, synthétiseurs, vocale
Contributions live:Closure (1997), And All That Could Have Been (2002), Another Version of the Truth (2009)
Contributions en studio:"Discipline" (2008), The Slip (2008)
Robin Finck a remplacé Richard Patrick, le guitariste original du groupe live, pour la Self-Destruct Tour en 1994. Entre deux tournées, Finck joue brièvement avec le Cirque du Soleil, puis avec Guns N 'Roses. Après avoir joué avec le groupe durant quatre ans, le line-up live du groupe est réformée en 1999 pour la Fragility Tour, encore une fois, avec Finck qui a contribuant à la guitare. À la fin de la Fragility Tour en 2000, Finck retourne avec Guns N 'Roses, et a été remplacé par Aaron North pour Live: With Teeth en 2005. En 2008, Finck rejoint Nine Inch Nails, en jouant sur The Slip et de rejoindre le groupe en live pour Lights in the Sky Tour et pour la Wave Goodbye tour.
Danny Lohner
Actif: 1994–2000, 2009 (1 performance)
Instruments: guitare basse, guitare électrique et synthétiseurs
Contributions live: Closure (1997), And All That Could Have Been (2002)
Contributions en studio: The Downward Spiral (1994), The Fragile (1999), Things Falling Apart (2000)
Pour la Self-Destruct Tour en 1994, le groupe live de Nine Inch Nails s'est étendu à cinq musiciens, ajoutant Danny Lohner à la guitare basse. Lohner joua avec le groupe lors de la Self-Destruct Tour de 1994 à 1995 et sur la Fragility Tour de 1999 à 2000,. Lors qu'il était au sein du groupe, Lohner a contribué à un certain nombre d'enregistrements, y compris sur les albums The Downward Spiral (1994) et The Fragile (1999).
Charlie Clouser
Actif: 1994–2000
Instruments: claviers, synthétiseurs, theremin, batterie (occasionnellement)
Contributions en live: Closure (1997), And All That Could Have Been (2002)
Contribution en studio: The Downward Spiral (1994), Further Down the Spiral (1995), "The Perfect Drug", "The Day the World Went Away" (1999), The Fragile (1999), "Into the Void" (1999), "Starfuckers, Inc." (1999), Things Falling Apart (2000)
Charlie Clouser rejoint le groupe live fin 1994, en remplaçant James Woolley sur les claviers à mi-chemin de la Self-Destruct Tour. Clouser a joué avec le groupe jusqu'à la fin de la Self-Destruct Tour, et la tournée subséquente Fragility de 1999 à 2000,. Clouser a contribué à certains enregistrements, y compris sur The Downward Spiral (1994) et The Fragile (1999).
Jerome Dillon
Actif: 1999–2005
Instruments: batterie
Contributions en live: And All That Could Have Been (2002), Beside You in Time (2007) (Live rehearsal footage)
Contributions en studio: The Fragile (1999), Things Falling Apart (2000),  With Teeth (2005)
Pour remplacer le membre de longue date Chris Vrenna pour la Fragility Tour en 1999, Reznor a tenu des auditions ouvertes pour trouver un nouveau batteur, finalement il choisir alors l'inconnu Jerome Dillon. Dillion réalisa avec le groupe la totalité de la Fragility Tour, et a de nouveau participé avec le groupe en 2005 au début du Live: With Teeth tour. Dillon a été forcé d'arrêter à mi-chemin à travers un concert et a été hospitalisé. Son état a été diagnostiqué plus tard comme un trouble cardiaque, une conséquence de ses médicaments pour la thyroïde. Dillon a d'abord été remplacé par Josh Freese, puis Alex Carapetis, suivie par Freese à nouveau. Une fois que Dillon avait récupéré et était prêt à retourner dans le groupe, il a rencontré ce qu'il appelle "l'apathie complète et aucune sympathie" de Reznor et la gestion de Nine Inch Nails, mais cette position a été contestée directement par Reznor. Dillon a contribué à plusieurs enregistrements du groupe, y compris sur The Fragile (1999) et With Teeth (2005), ainsi sur plusieurs supports live And All That Could Have Been (2002) et Beside You In Time (2007); dont le dernier est sorti après sa rupture avec le groupe.
Jeordie White
Actif: 2005–2007
Instruments: Guitare basse, guitare électrique et synthétiseurs
Contributions: Beside You In Time (2007)
Avec le Live: With Teeth tour en 2005, Reznor a tenu des auditions ouvertes pour remplacer les membres live du groupe qui avait quitté le groupe au cours des cinq années entre les tournées. Jeordie White a été auditionné et a été choisi pour remplacer Danny Lohner à la guitare basse. White a joué avec le groupe par l'intermédiaire de Live: With Teeth tour et la tournée suivante en 2007. Avant de rejoindre Nine Inch Nails, White était un musicien de Marilyn Manson (jouant alors sous le pseudonyme de "Twiggy Ramirez").
Aaron North
Actif: 2005–2007
Instruments: guitare électrique
Contributions: Beside You In Time (2007)
Avant Live: With Teeth tour en 2005, Reznor a tenu des auditions ouvertes pour remplacer les membres du groupe qui avait quitté le groupe au cours des cinq années entre les tournées. Reznor aurait eu du mal à trouver un guitariste pour remplacer Robin Finck jusqu'à auditionner Aaron North. Nord a joué avec le groupe par l'intermédiaire du Live: With Teeth et sur la tournée suivante.
Alessandro Cortini
Actif: 2004–2008
Instruments: claviers, synthétiseurs, guitare électrique, guitare basse
Contributions en live: Beside You in Time (2007), Another Version of the Truth]' (2009)
Contributions en studio: Year Zero Remixed (2007) (comme Modwheelmood), Ghosts I–IV (2008), "Discipline" (2008), The Slip (2008)
Avant le Live: Wiht Teeth Tour en 2005, Reznor a tenu des auditions ouvertes pour remplacer les membres du groupe en live qui avait quitté le groupe au cours des cinq années entre les tournées. Alessandro Cortini aurait «intégrer immédiatement» and was part of the live-band for 4 years, Entre deux tournées, Cortini contribué à certains enregistrements en studio de Nine Inch Nails, par exemple a composé Ghosts I–IV (2008) et The Slip (2008). À l'issue de In The Sky Over North/South America tour fin 2008 Cortini a annoncé son départ du groupe pour poursuivre d'autres projets musicaux. Pas de remplaçant a été embauché, et  l'incarnation en 2009 du groupe était un groupe de quatre musiciens, avec le rôle de claviériste partager entre les quatre membres du groupe.
Josh Freese
Actid: 2005, 2005–2008
Instruments: Batterie
Constributions en live: Beside You in Time (2007), Another Version of the Truth (2009)
Contributions en studio: Year Zero (2007), "Capital G" (2007), The Slip (2008)
Pendant le Live: With Teeth tour, le batteur Jerome Dillon a été forcé de s'arrêter à mi-chemin à travers un concert et a été hospitalisé. Josh Freese a initialement remplacé Dillon pour deux concerts avant qu'Alex Carapetis rejoint le groupe pour le reste de la tournée. Freese a finalement remplacé Carapetis et rejoint le groupe sur plus longtemps. Freese a joué avec le groupe jusqu'à la fin du Live: With Teeth tour et Lights in the Sky tour. Entre deux tournées, Freese a contribué à de performances instrumentales à un certain nombre d'enregistrements studio, y compris Year Zero (2007) et The Slip (2008). Avant de rejoindre Nine Inch Nails, Freese a été membre de A Perfect Circle alors qu'ils joué avec Nine Inch Nails lors de la Fragility tour 2.0 en 2000. Il a annoncé son départ du groupe fin 2008 et a été remplacé par Ilan Rubin.
Alex Carapetis
Actif: 2005
Instruments: batterie
Contributions: aucune
Pendant le Live : With Teeth Tour, Jerome Dillon a été forcé de s'arrêter à mi-chemin à travers un concert et a été hospitalisé. Josh Freese a initialement remplacé Dillon à la batterie pour deux concerts avant qje Alex Carapetis a rejoint le groupe pour le reste de la tournée. Freese a finalement remplacé Carapetis et rejoint le groupe plus longtemps.
Rich Fownes
Actif: 2008 (voir ci-dessous)
Instruments: guitare basse
Contributions: aucune
Le site officiel de Nine Inch Nails a initialement annoncé en 2008 que Rich Fownes se joindra au groupe pour Lights in the Sky tour à la guitare basse. Avant les spectacles programmés, cependant, il a été révélé que Justin Meldal-Johnsen seras le bassiste. Les circonstances de remplacement n'ont pas été rendues publiques.
Justin Meldal-Johnsen
Actif: 2008–2009
Instruments: guitare basse
Contributions: The Slip (2009), Another Version of the Truth (2009)
Avant the Lights in the Sky tour, il a été annoncé que Rich Fownes rejoindras le groupe au poste de bassiste. Toutefois, avant que les concerts soit programmés, il a été révélé que c'était Justin Meldal-Johnsen qui seras au poste de bassiste.
Ilan Rubin
Actif: 2009
Instruments: Batterie
Contributions: aucune
Ilan Rubin a été nommé en tant que batteur pour succéder Freese. Rubin a joué avec le groupe pour la 2009 Wave Goodbye tour.

## Invités live
Mike Garson
Actif: 2009 (1 performance)
Instruments: piano
Contributions: aucune

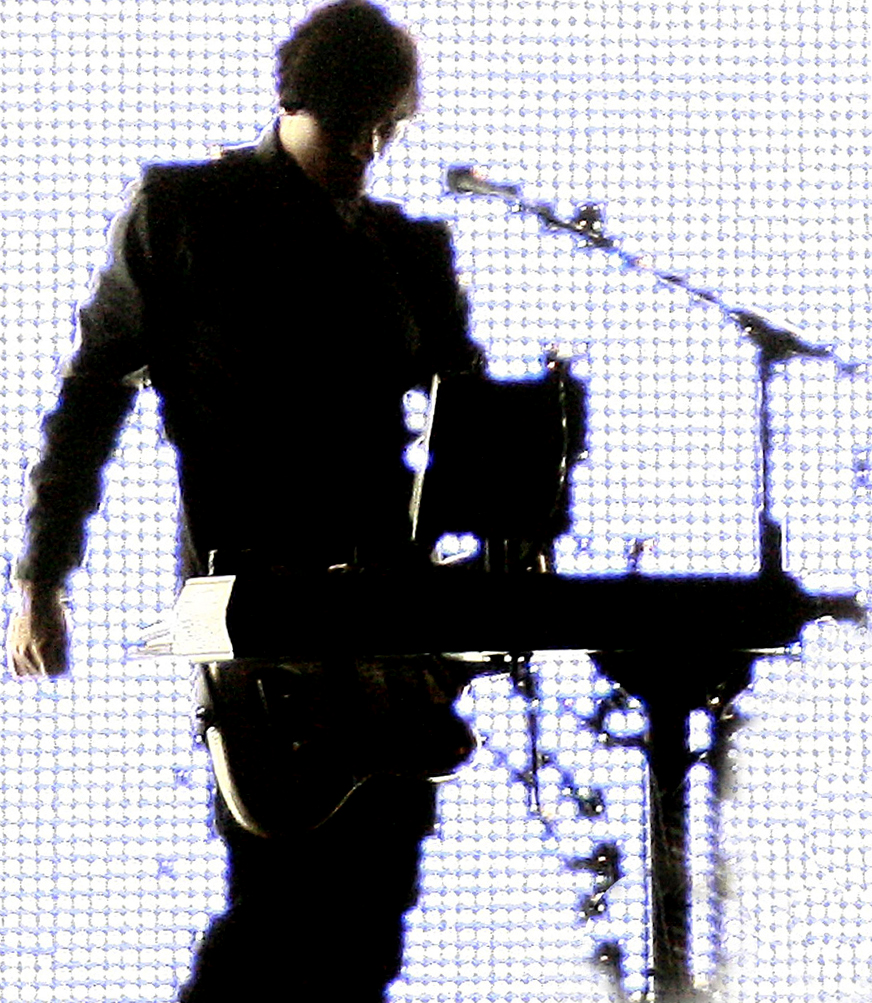
Alessandro Cortini en 2007 jouant avec Nine Inch Nails
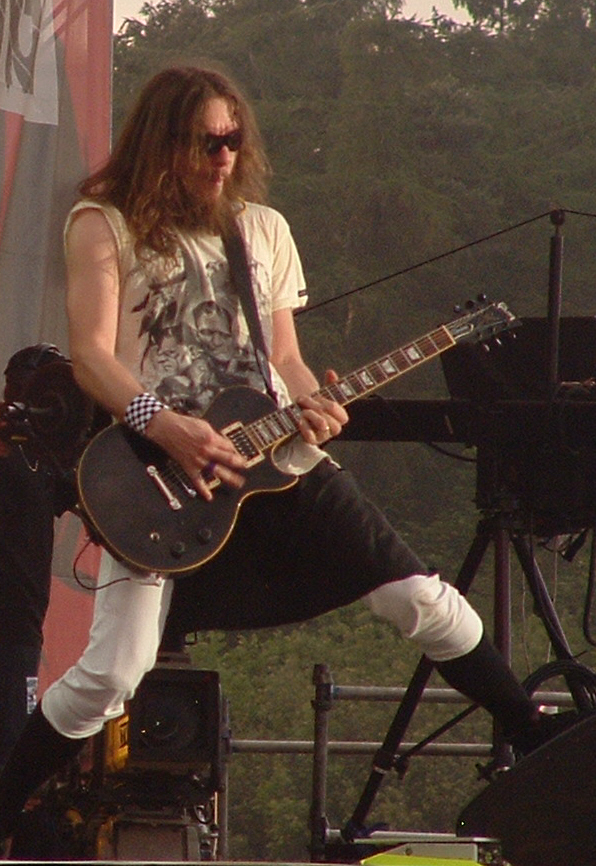
Finck en 2006 jouant avec Guns N' Roses
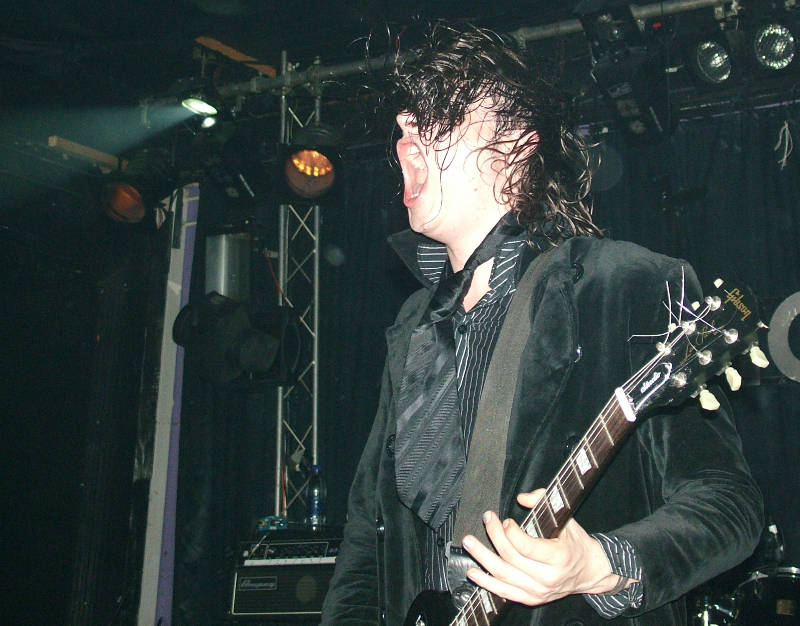
Rich Fownes en 2005jouant avec The Eighties Matchbox B-Line Disaster
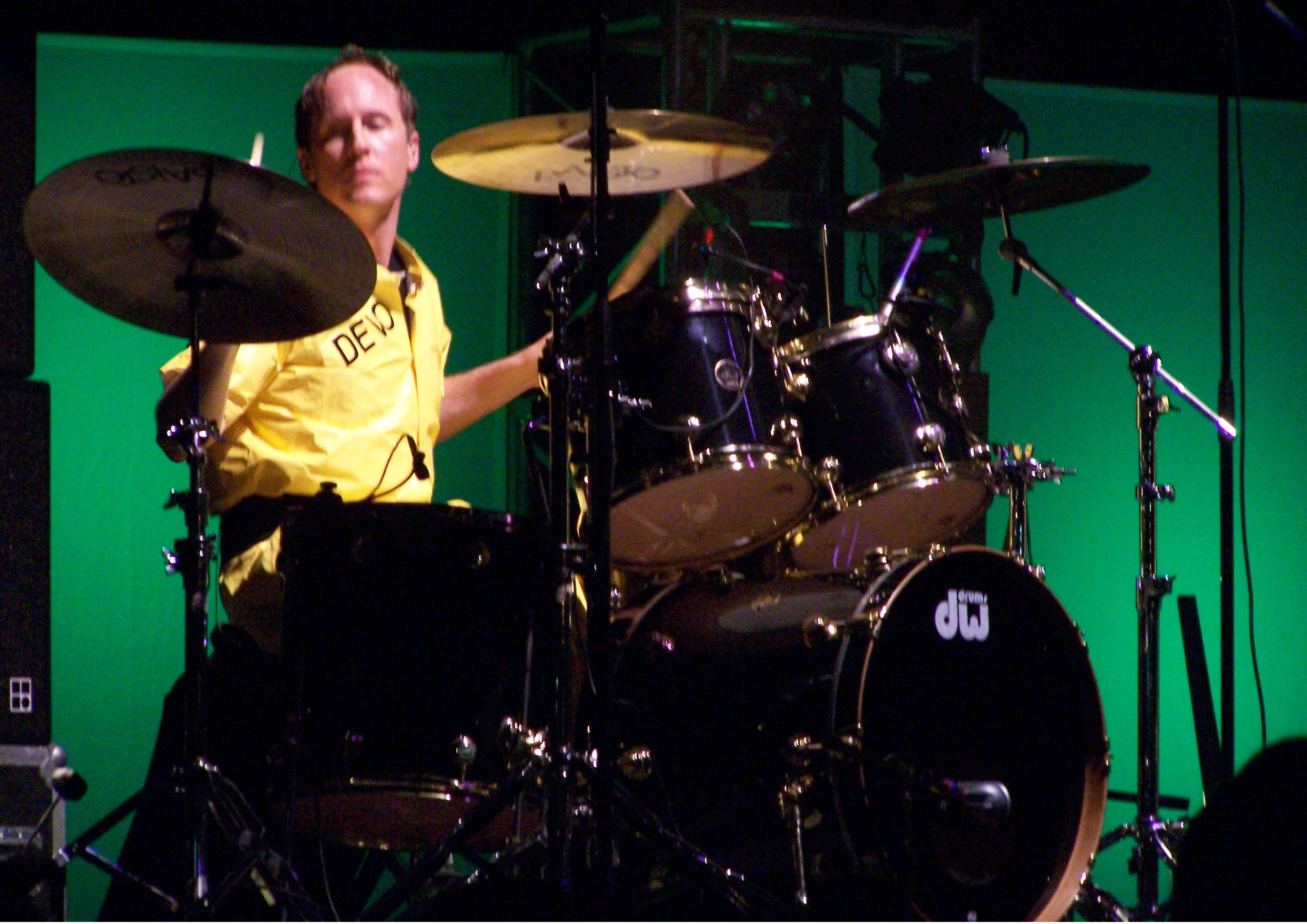
Josh Freese en 2008
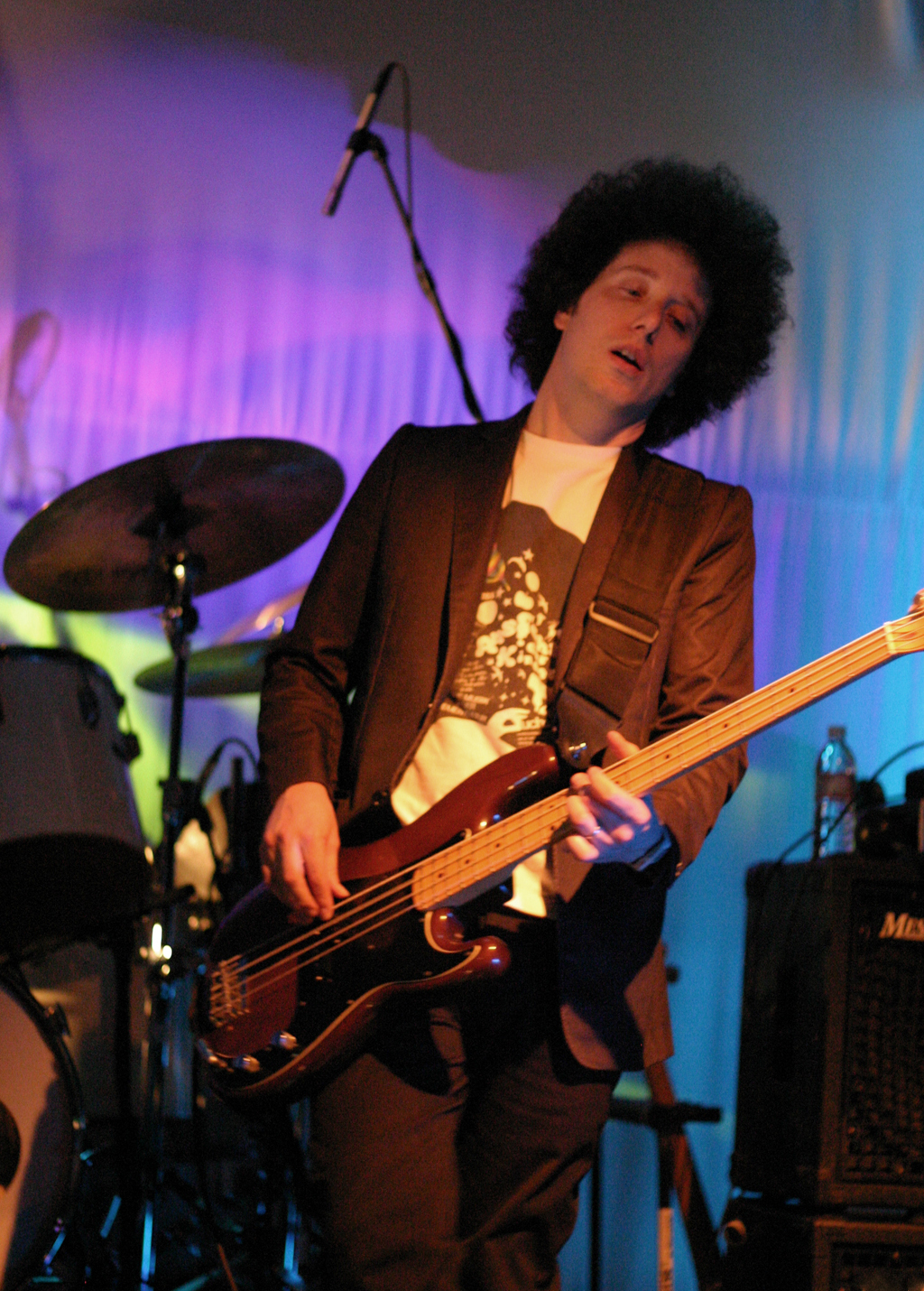
Meldal-Johnsen en 2007 jouant avec Beck
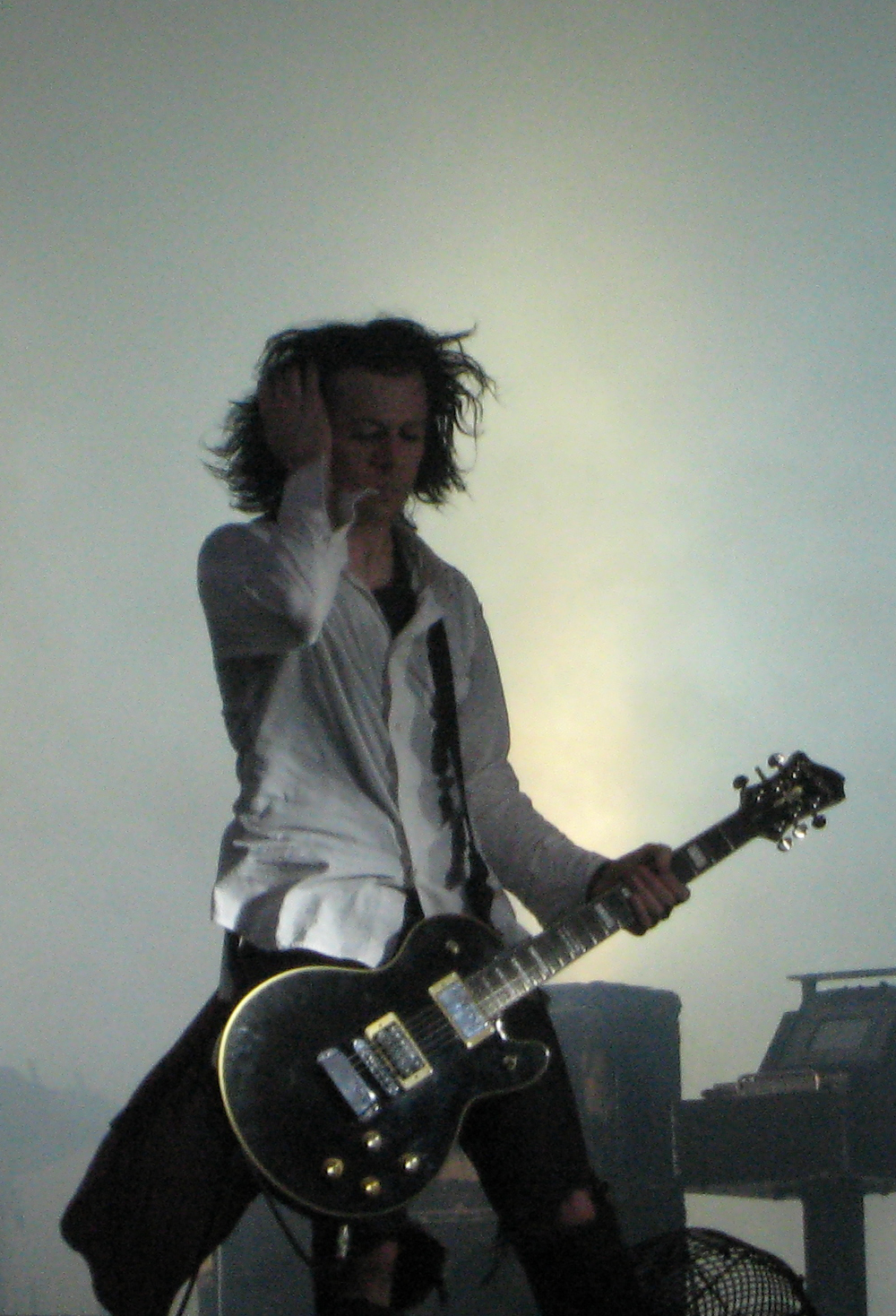
Aaron North en 2007 jouant avec Nine Inch Nails
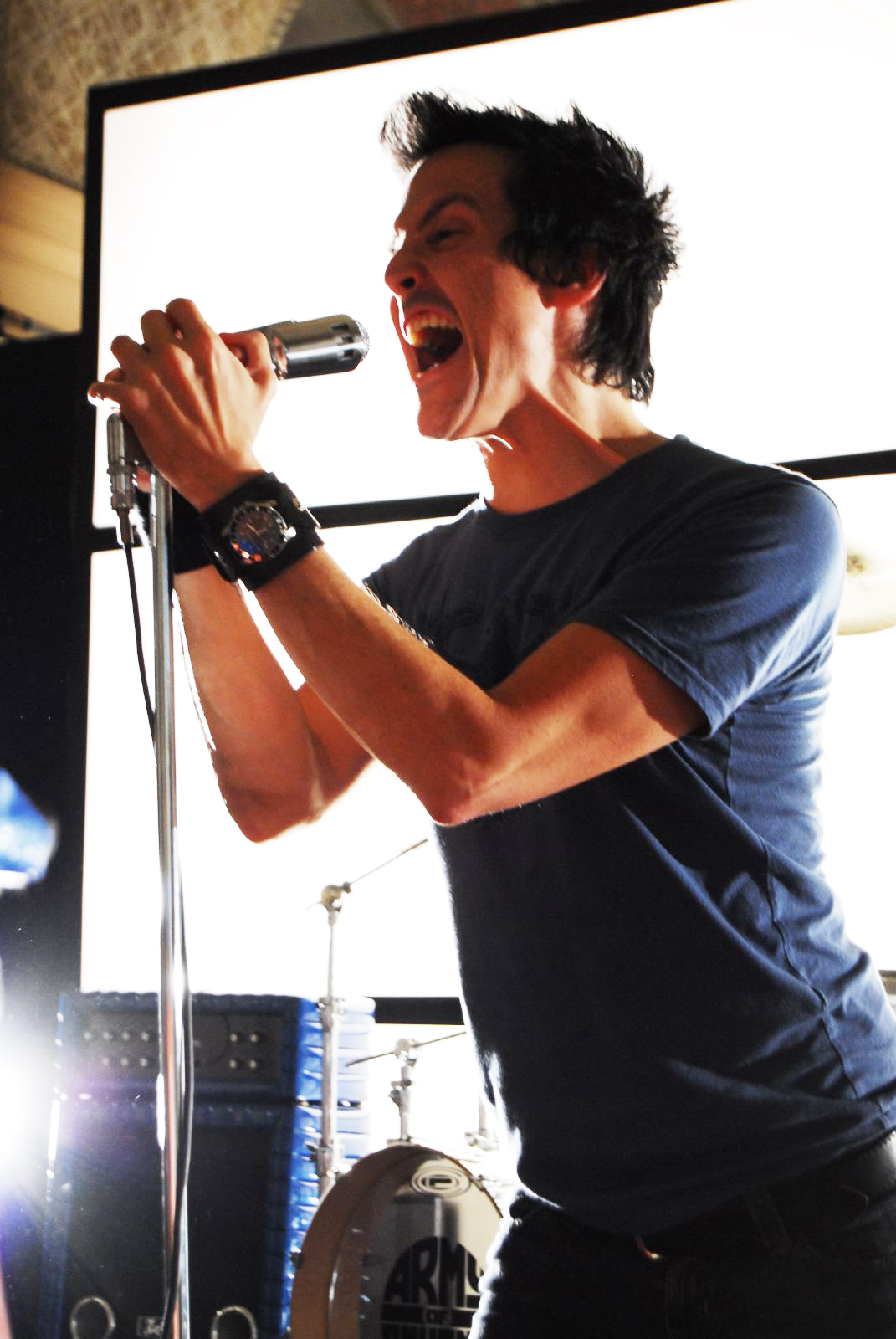
Richard Patrick en 2006 jouant avec Army of Anyone
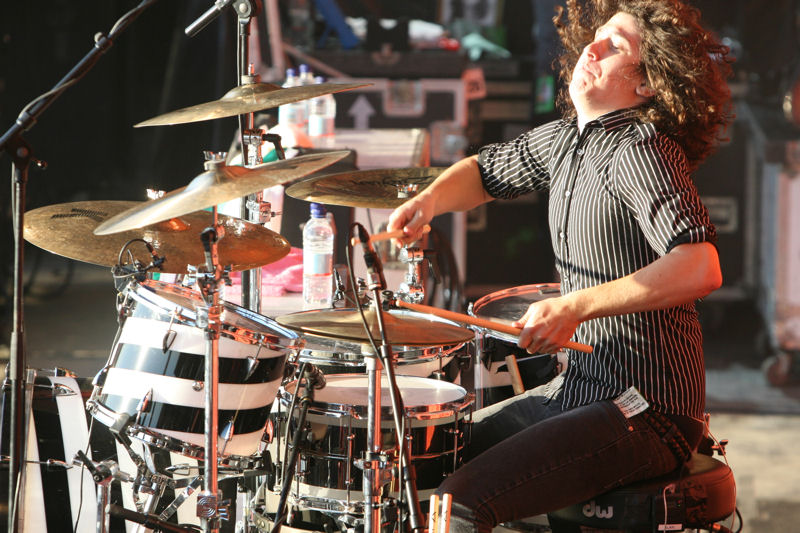
Rubin jouant avec Lostprophets
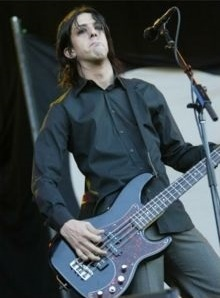
Jeordie White